# アンバスケイド (フリゲート)
アンバスケイド（F172 Ambuscade）は、イギリス海軍の21型フリゲート。フォークランド戦争に投入された。後にパキスタンへ売却され、タリク級駆逐艦（Tariq class Destroyer）のネームシップとなった。

## 艦暦
1983年オマーン近海で、アメリカ海軍のリーヒ級ミサイル巡洋艦「デイル」と衝突し艦首を損傷、修復に6週間を要した。
1993年に退役後パキスタン海軍に最初に引き渡され、タリク級駆逐艦のネームシップ、タリク（Tariq）となる。

## タリク級駆逐艦
タリク級への主な変更点としては、中国製艦対空ミサイルLY-60Nの6連装ランチャー増設、エグゾセからハープーンへの変更、シーキャット艦対空ミサイルからファランクスへの変更、短魚雷発射管をスウェーデン製短魚雷が運用可能な型への変更等が行われている。